# 穆季奇夫
51°45′40″N 31°1′11″E / 51.76111°N 31.01972°E
穆季奇夫（烏克蘭語：Мутичів），是烏克蘭北部的村莊，隸屬切爾尼希夫州的切爾尼希夫區。該村始建於1711年，面積1.13平方公里，海拔高度158米，2001年人口176，人口密度每平方公里155.8人。